# العلاقات الإسبانية المصرية
العلاقات الإسبانية المصرية هي العلاقات الثنائية التي تجمع بين إسبانيا ومصر.

## مقارنة بين البلدين
هذه مقارنة عامة ومرجعية للدولتين:
| وجه المقارنة                                              | إسبانيا                                                                             | مصر           |
| --------------------------------------------------------- | ----------------------------------------------------------------------------------- | ------------- |
| المساحة (كم2)                                             | 505.99 ألف                                                                          | 1.01 مليون    |
| عدد السكان (نسمة)                                         | 46.73 مليون                                                                         | 94.80 مليون   |
| الكثافة السكانية (ن./كم²)                                 | 92.35                                                                               | 93.86         |
| العاصمة                                                   | مدريد                                                                               | القاهرة       |
| اللغة الرسمية                                             | اللغة الإسبانية، اللغة الغاليسية، لغة بشكنشية، اللغة الكتالونية، اللغة الأوكسيتانية | اللغة العربية |
| العملة                                                    | يورو، بيزيتا إسبانية                                                                | جنيه مصري     |
| الناتج المحلي الإجمالي (بليون دولار)                      | 1.31 تريليون                                                                        | 235.37 مليار  |
| الناتج المحلي الإجمالي (تعادل القوة الشرائية) بليون دولار | 1.77 تريليون                                                                        | 998.67 مليار  |
| الناتج المحلي الإجمالي الاسمي للفرد دولار أمريكي          | 28.16 ألف                                                                           | 3.61 ألف      |
| الناتج المحلي الإجمالي للفرد دولار أمريكي                 | 38.00 ألف                                                                           |               |
| مؤشر التنمية البشرية                                      | 0.876                                                                               | 0.690         |
| رمز المكالمات الدولي                                      | +34                                                                                 | +20           |
| رمز الإنترنت                                              | .es                                                                                 | .eg، .مصر     |
| المنطقة الزمنية                                           | ت ع م+01:00، ت ع م+02:00                                                            | ت ع م+02:00   |

## مدن متوأمة
في ما يلي قائمة باتفاقيات التوأمة بين مدن إسبانية ومصرية:
- ترتبط برشلونة مع القاهرة باتفاقية توأمة منذ 1984.
- ترتبط لقنت مع الإسكندرية باتفاقية توأمة منذ 1 ديسمبر 1995.

## منظمات دولية مشتركة
يشترك البلدان في عضوية مجموعة من المنظمات الدولية، منها:
| علم المنظمة | اسم المنظمة                               | تاريخ انضمام إسبانيا | تاريخ انضمام مصر |
| ----------- | ----------------------------------------- | -------------------- | ---------------- |
|             | مؤسسة التنمية الدولية                     | 18 أكتوبر 1960       | 26 أكتوبر 1960   |
|             | يونسكو                                    | 30 يناير 1953        | 22 يناير 1947    |
|             | وكالة ضمان الاستثمار متعدد الأطراف        | 29 أبريل 1988        | 12 أبريل 1988    |
|             | الأمم المتحدة                             | 14 ديسمبر 1955       | 24 أكتوبر 1945   |
|             | الفريق المعني برصد الأرض                  | ?                    | فبراير 2005      |
|             | الاتحاد البريدي العالمي                   | ?                    | ?                |
|             | البنك الدولي للإنشاء والتعمير             | 15 سبتمبر 1958       | 27 ديسمبر 1945   |
|             | المنظمة الهيدروغرافية الدولية             | ?                    | 21 يونيو 1921    |
|             | الاتحاد الدولي للاتصالات                  | 1866                 | 9 ديسمبر 1876    |
|             | مؤسسة التمويل الدولية                     | 24 مارس 1960         | 20 يوليو 1956    |
|             | المركز الدولي لتسوية المنازعات الاستشارية | 17 سبتمبر 1994       | 2 يونيو 1972     |
|             | منظمة التجارة العالمية                    | ?                    | 30 يونيو 1995    |
|             | منظمة الشرطة الجنائية الدولية             | ?                    | 7 سبتمبر 1923    |
|             | البنك الإفريقي للتنمية                    | ?                    | 10 سبتمبر 1964   |

## أعلام
هذه قائمة لبعض الشخصيات التي تربطها علاقات بالبلدين:
- حسين سالم (11 نوفمبر 1933 – )
- دليلة (ممثلة مصرية، 7 يوليو 1936 – 17 سبتمبر 2001)

## وصلات خارجية
- موقع وزارة الخارجية الإسبانية
- موقع وزارة الخارجية المصرية